# Truda Grosslichtová
Truda Grosslichtová, také Gertrude Maria Großlicht (23. února 1912 Praha – 8. června 1995 Nieuw Vennep, Nizozemsko) byla česká filmová a divadelní  herečka a zpěvačka, v letech 1931-1938 úspěšně účinkující i ve Francii, Německu a dalších zemích. Ve 30. letech byla velmi populární a byla řazena k takovým hvězdám jako Lída Baarová, Adina Mandlová, Nataša Gollová, Věra Ferbasová nebo Jiřina Štěpničková.

## Život
Pocházela z pražské židovské rodiny obchodníků Grosslichtů, její otcem byl Viktor Grosslicht a matkou herečka a operetní pěvkyně Marie (Mizzi), rozená Zoglauerová. Obchodníkem byl rovněž dědeček Šalamoun Grosslicht a prastrýc Sigmund byl operním zpěvákem a obchodníkem s klavíry. 
V článku v časopisu Kinorevue z 2. září 1936 s názvem „Truda Grosslichtová o sobě“ líčí, které filmové hvězdy v dětství milovala a jaké byly jednotlivé etapy její divadelní a filmové kariéry. Grosslichtová byla inteligentní, měla osobité kouzlo, tvář a příjemný hlas.
Není přesně známo, jak Truda Grosslichtová přečkala válku, její první manžel, herec Štefan Munk byl maďarský Žid a několik členů obou rodin zahynulo v koncentračních táborech. Truda se dala rozvést a po válce se již roku 1945 seznámila v Praze s nizozemským kapitánem Hansem de Vries (1907-1985), synem Salomona a Esther de Vries, který se do Čech dostal jako voják americké armády,  a 7. listopadu 1946 se za něj provdala. V prosinci 1946 odjela do Holandska, manželé bydleli v Amsterdamu až do konce života, měli jednu dceru Evelyn (*1947).

## Herecká kariéra
Studovala herectví a zpěv soukromě. Nejdřív prošla několika hudebními divadly (Malá opereta na Vinohradech, Nové divadlo Oldřicha Nového).
V letech 1931 až 1937 natočila přes pětadvacet filmů. Jedním z prvních byla špionážní komedie Aféra plukovníka Rédla (1931). Současně hrála i v německé verzi. Dobře také uměla francouzsky a německy; vystupovala ve francouzských verzích filmů Lelíček ve službách Sherlocka Holmese, Golem a Kantor ideál pod pseudonymem Tania (také Tanja) Doll; díky tomu ve Francii v roce 1938 vystupovala poté, co ukončila angažmá v Novém divadle Oldřicha Nového; ve Francii také nazpívala několik gramofonových desek.
V roce 1933 ji režisér Martin Frič obsadil do komedie Revizor, kde po boku Vlasty Buriana ztělesnila naivní hejtmanovu dceru Marii. S Burianem si ještě zahrála jednou, a to v komedii Hrdina jedné noci (1935), vytvořila zde dvojroli skromné statistky Hany a rozmazlené filmové hvězdy Elvíry Thompsonové (v německé verzi však nehrála). S Hugo Haasem si zahrála v bláznivé komedii Jedenácté přikázání (1935). V roce 1934 hrála s Margaretou Krausovou a Jiřím Steimarem v německém filmu podle operety Oscara Strause Eine Frau, die weiss was sie will. Zajímavá byla také role ve francouzsko–českém filmu Golem (1936) podle předlohy Voskovce a Wericha.
V roce 1937 si ještě zahrála v komedii Kvočna a v dramatu Poručík Alexander Rjepkin. Titulní rolí JUDr. Věry Donátové v komedii s Oldřichem Novým Advokátka Věra ukončila svoji kariéru. Byla totiž po otci židovka a její manžel, tenorista a režisér Štefan Munk zase maďarský Žid.

## Filmografie

### Herečka
- Advokátka Věra (1937), role: JUDr. Věra Donátová
- Klatovští dragouni (1937), role: Lily
- Kolem dokola (1937), role: úřednice
- Kvočna (1937), role: vnučka Věra
- Poručík Alexander Rjepkin (1937), role: Tonička
- Ze všech jediná (1937), role: Lída Veselá
- Divoch (1936), role: Rosa Valetti - Růžena Válková
- Golem (1936), role: paní Benoitová
- Irčin románek (1936), role: Lola
- Hrdina jedné noci (1935), role: herečka Elvíra Thompsonová / statistka Hana
- Jedenácté přikázání (1935), role: Julie Králíčková
- Oscar Straus Eine Frau, die weiss was sie will (1934)
- Anita v ráji (1934), role: Anita Karenová
- Rozpustilá noc (1934), role: Dolly
- Tři kroky od těla (1934), role: Aluška Králová
- Z bláta do louže (1934), role: Boženka
- Za řádovými dveřmi (1934), role: Mimi
- Žena, která ví co chce (1934), role: Věra
- Revizor (1933), role: hejtmanova dcera Marie Dmuchalovská
- Professeur Cupidon (1933), role: studentka
- S vyloučením veřejnosti (1933), role: Slávka
- Le Roi bis (1932), role: Královna / její dvojnice
- Právo na hřích (1932), role: Věra, Machova žena
- Růžové kombiné (1932), role: Slávka
- Aféra plukovníka Rédla (1931), role: Eva
- Poslední bohém (1931), role: vychovatelka Běla
- Psohlavci (1931), role: Manka Přibková

### Zpěvačka
- Advokátka Věra (1937)
- Irčin románek (1936)
- Anita v ráji (1934)
- Rozpustilá noc (1934)
- Tři kroky od těla (1934)
- Za řádovými dveřmi (1934)
- Žena, která ví co chce (1934)
- Růžové kombiné (1932)